# 張百麟
張 百麟（ちょう ひゃくりん）は清末民初の革命家・政治家・ジャーナリスト。貴州辛亥革命を指導した革命派の人物である。字は石麒。

## 事跡
15歳で貴陽府諸生となる。1902年（光緒28年）、日本に留学して早稲田大学法政速成科に入り、翌年に帰国した。1907年（光緒33年）、公立貴州法政学堂に入学し、同年12月に、貴陽で革命派の組織である自治学社を結成した。1909年（宣統元年）、張百麟は自治学社社長となり、『自治雑誌』・『西南日報』などの機関紙を発行している。翌年、貴州省咨議局議員に選出された。
1911年（宣統3年）10月に辛亥革命が勃発すると、11月に張百麟は新軍を率いる楊藎誠・趙徳全らとともに蜂起し、貴州軍政府を樹立した。楊藎誠が都督となり、張百麟は枢密院院長に任じられている。しかし軍政府内では、張百麟らの革命派、趙徳全らの新軍のグループと、任可澄らの立憲派、劉顕世らの旧軍のグループとの間で激しい対立が生じていた。そして任可澄・劉顕世らは、翌1912年（民国元年）3月、唐継尭率いる滇軍（雲南軍）を貴陽に招きいれ、張百麟・趙徳全らのグループを粛清してしまったのである。張百麟は九死に一生を得て上海へ脱出した。
同年5月、張百麟は上海で西南協会政治促進会を結成した。8月には、国民党に加入している。翌年の二次革命（第二革命）に際しては、黄興の下で秘書長をつとめた。1916年（民国5年）7月、北京政府内務部参事兼高等警官学校副校長となっている。その翌年には辞職して南下し、孫文（孫中山）の護法運動に加わる。護法軍政府においては、当初、司法部部長に任ぜられたが、病のため就任できなかった。
1919年（民国8年）10月、上海にて病没。享年42。